# Ausschluss (Wasserball)
Der Ausschluss ist eine Strafe beim Wasserball für einen Spieler.
Hier werden nur Ausschlussfehler betrachtet, die
1. keine Spielsperre nach sich ziehen;
2. keine Hinausstellung mit Ersatz und keine Hinausstellung ohne Ersatz sind.
nachzulesen im § 338 des wasserballspezifischen Teils der Wettkampfbestimmungen des DSV.

## Ausschlussfehler
Es muss auf Ausschluss für einen Spieler erkannt werden, wenn dieser Spieler
1. das Wasser verlässt, an der Treppe oder Leiter des Beckens oder an den Seiten des Spielfeldes sitzt. Es sei denn, er hatte einen Unfall oder eine Verletzung. Dazu muss jedoch der Schiedsrichter zustimmen.

## Ausschluss
1. Der ausgeschlossene Spieler muss in seinen Wiedereintrittsraum schwimmen, und zwar ohne die Spielfeldbegrenzung zu bewegen.
2. Ein Ausschluss dauert bis
a) 20s tatsächliche Spielzeit vergangen ist;
b) die Mannschaft des ausgeschlossenen Spielers einen klaren Ballbesitz errungen hat;
Klarer Ballbesitz heißt,
|. dass diese Mannschaft den Ball mit fairen Mitteln erkämpft hat;
||. die angreifende Mannschaft den Ball in das verteidigende Toraus beförderte;
|||. die angreifende Mannschaft erzielt ein Tor;
||||. die verteidigende Mannschaft gewinnt einen Schiedsrichtereinwurf
3. Wenn ein solches Ereignis eintritt, kann der ausgeschlossene Spieler wieder eintreten, wenn dieser Ausschluss nicht sein dritter persönlicher Fehler war.
4. Wenn dies aber sein dritter persönlicher Fehler war, so darf er nicht mehr am Spiel teilnehmen und muss – wenn die Möglichkeit besteht – ersetzt werden. Dieser Ersatz darf aber auch erst dann durch den Wiedereintrittsraum eintreten, wenn ein Ereignis, wie in 2. beschrieben, eintritt.